# Gara Tălășman
Gara Tălășman – wieś w Rumunii, w okręgu Vaslui, w gminie Vinderei. W 2011 roku liczyła 199 mieszkańców.